# أربن إمامي
أربن إمامي (من مواليد 21 يناير 1958) سياسي ألباني وممثل سابق. شغل منصب وزير الدفاع بين عامي 2009 و2013.

## السيرة الشخصية
ولد إمامي في تيرانا، والتحق بالمعهد العالي للفنون في تيرانا بين عامي 1977 و1981. فيما بعد كان أستاذًا في أكاديمية الفنون في تيرانا. هو أحد مؤسسي الحزب الديمقراطي لألبانيا عام 1990، وانتخب عضوا في البرلمان في خمس هيئات تشريعية.
المناصب السياسية التي شغلها إمامي تشمل وزير الإصلاح التشريعي والعلاقات البرلمانية من 1997 إلى 1999، ووزير العدل من 2000 إلى 2001، ووزير الحكم المحلي واللامركزية من 2000 إلى فبراير 2002، ومن 2005 إلى 2009 كان رئيسًا لمجلس الوزراء. رئيس الوزراء.
خلال عامي 1999 و2000 حصل على زمالة في كلية الخدمة الخارجية بجامعة جورج تاون في واشنطن العاصمة.